# Berserker (Fate/stay night)
Berserker, la cui vera identità è quella dell'eroe greco Eracle, è un personaggio secondario della visual novel giapponese Fate/Stay night. Appare anche in altre opere del franchise, come Fate/Grand Order e Fate/strange Fake. Ha la voce di Tadahisa Saizen.

## Caratterizzazione
Berserker risulta essere il Servant più potente evocato durante la Quinta Guerra del Santo Graal (Rin Tōsaka riesce a vedere che tutti i parametri delle sue caratteristiche sono almeno di rango A o superiore) ed è dotato di una forza bestiale, oltre che di una serie di abilità impressionanti; nonostante il Mad Enhancement, caratteristica chiave della Classe Berserker, che in linea teorica dovrebbe privare il Servant ad esso soggetto di ogni forma di raziocinio, Berserker è in grado di valutare in maniera logica, quasi strategica, i suoi avversari e la sua capacità di combattimento e la sua abilità con la spada non si sono deteriorate, riuscendo a tenere testa con facilità a Saber e a comprendere correttamente le esatte dimensioni della sua spada, nonostante il fatto che la ragazza tenga nascosta Excalibur dietro il suo secondo Noble Phantasm Invisible Air; Berserker è provvisto inoltre di un'agilità sorprendente, insospettabile per un colosso della sua stazza e peso, che lui stesso usa per cogliere alla sprovvista i suoi nemici e che, combinata alle sue peculiari capacità analitiche, lo rendono imprevedibile ed estremamente pericoloso da affrontare.
Berserker possiede il più alto tasso di Divinità tra tutti gli Spiriti Eroici, retaggio della sua natura di semidio e del suo essere riuscito a diventare un vero e proprio dio al termine della sua esistenza; questa sua caratteristica è generalmente un vantaggio, in quanto gli conferisce abilità speciali, ma si è rivelato essere un problema durante il suo combattimento con Gilgamesh, a causa dell'impiego di quest'ultimo delle Catene di Enkidu, che hanno un effetto più forte tanto più sangue divino il loro bersaglio possiede.

### Aspetto
Berserker si presenta come un gigante alto più di due metri caratterizzato da una possente muscolatura, ben superiore a quella di qualsiasi normale essere umano.
La sua pelle è di colore grigio scuro, e possiede due protuberanze corazzate sui gomiti (queste sono tuttavia esclusivamente un risultato della sua manifestazione nella Classe Berserker), ha lunghi e folti capelli neri e in questa forma sembra soffrire di una forma di eterocromia causata dal Mad Enhancement a cui è sottoposto.
Gli unici indumenti che porta sono una sorta di gonna, del tutto simile a quella portata dai guerrieri dell'antica Grecia, adornata da piastre corazzate, e un paio di bracciali e cavigliere, anch'esse corazzate.

### Noble Phantasm
Al contrario della stragrande maggioranza degli Spiriti Eroici, il Noble Phantasm di Berserker non è un oggetto (la sua arma prediletta è un curioso incrocio tra una spada e un'ascia fatta interamente di pietra), bensì una sorta di abilità chiamata God Hand.
L'aver portato a termine le dodici fatiche, permise ad Ercole di venire elevato al rango di divinità e gli stessi Dei dell'Olimpo gli fecero dono di questa "maledizione", che si è tramutata nel suo Noble Phantasm.
God Hand impedisce che Berserker possa essere eliminato a meno che egli non venga ucciso dodici volte (una per ogni fatica da lui compiuta in vita), inoltre trasforma la sua pelle in una spessa armatura in grado di resistere a qualunque tipo di attacco, perfino altri Noble Phantasm, di Rango B o inferiore, tuttavia Berserker non può essere ucciso due volte da un colpo della stessa potenza; Saber Alter, durante il loro scontro in Heaven's Feel, aumenta continuamente la potenza dei suoi attacchi incrementando l'energia generata dal suo Mana Burst ogni volta che lo uccide.
Nonostante la sua straordinaria resistenza, esistono dei Noble Phantasm in grado di ucciderlo molteplici volte con un singolo colpo, anche se sono pochi e molto rari, come nel caso della Caliburn proiettata da Shiro nella Fate Route, che lo uccide sette volte con un solo affondo, o Excalibur ed Excalibur Morgan, in grado di uccidere tutte e dodici le sue vite in una volta sola; in Lostbelt 5, viene descritto che la Afrodite di Atlantis riuscì ad uccidere Berserker con soli due colpi del suo arco nonostante il grande eroe fosse supportato dagli incantesimi di Medea.

## Altri media

### Fate Stay Night Unlimited Blade Works
Esattamente come nella Fate Route, in Unlimited Blade Works Berserker è il Servant di Illyasviel von Einzbern; evocato due mesi prima dell'inizio della Quinta Guerra del Graal, la sua presenza causò gravi sofferenze a Illya, che, in assenza del Graal, fu costretta a mantenerne la presenza e a reggere il suo enorme consumo di mana completamente da sola almeno fino all'attivazione del Graal stesso (la Classe Berserker è generalmente considerata la più difficile da controllare proprio per la quantità elevatissima di Energia Magica di cui i Servant di questa classe necessitano e per la loro impossibilità ad andare in Spirit Form).
La prima notte della guerra, Illya e Berserker si muovono per togliere di mezzo Rin e Shiro, e subito il gigante si scontra con Saber; Archer e Rin tentano di aiutare la ragazza, ma nessuno dei due è in grado di danneggiarlo e Berserker incalza la sua avversaria, costringendola sulla difensiva. Saber, dopo aver constatato la grande forza e agilità del Servant nemico, lo attira in un cimitero vicino dove sfrutta le lastre tombali per proteggersi dai suoi brutali attacchi prima di scatenare un Mana Burst tramite Excalibur e ucciderlo sul colpo; Berserker tuttavia si rialza, perfettamente rigenerato, ma dopo l'intervento di Archer che scaglia una copia di Caladbolg contro di lui senza però ferirlo, Illya gli ordina di ritirarsi, non ritenendo più il gruppo come un avversario noioso.
Illya e il suo Servant rimangono nel castello degli Einzbern per il resto della guerra, almeno fino a quando Rin e Shiro, ormai privi dei propri Servant a causa di Caster, non si recano sul luogo per chiedere alla giovane Einzbern di aiutarli; a quel punto, però, Gilgamesh attacca il castello per prendere il cuore di Illya, la chiave per attivare il meccanismo di esaudimento dei desideri del Graal e si batte con Berserker.
I due lottano a lungo, ma Berserker è chiaramente in svantaggio poiché la sua priorità è proteggere la ragazza, piuttosto che uccidere il suo nemico, finendo per esaurire rapidamente le sue vite; in un ultimo disperato attacco, il gigante tenta di abbattere il Servant nemico, ma Gilgamesh fa ricorso alle Catene di Enkidu, rendendogli impossibile qualunque movimento, per poi ucciderlo definitivamente e concentrarsi poi su Illya, accecandola e strappandole il cuore. Benché ormai avesse consumato tutte e dodici le sue vite e avrebbe quindi dovuto scomparire, Berserker non solo torna in vita una tredicesima volta in preda ad una furia omicida per la morte della sua Master, sorpassando la sua stessa leggenda, come notato dallo stesso Gilgamesh, ma riesce anche nell'impossibile e frantuma le Catene di Enkidu, arrivando vicinissimo ad uccidere Gilgamesh, prima di dissolversi nel nulla.

### Fate Stay Night Heaven's Feel
Il background di Berserker qui è identico alle altre due Route e gli eventi che lo coinvolgono si svolgono in maniera identica fino al suo scontro con Saber, duello che viene interrotto da Shiro che si mette in mezzo ai due e resta ferito a morte dal colosso, che poi riceve l'ordine di ritirarsi dalla sua Master.
Qualche giorno dopo, Illya e il suo Servant ricevono la visita di Matou Zouken e di True Assassin che vogliono rapire la ragazza.
Assassin non avrebbe alcuna possibilità contro il gigante, ma sulla scena compare Saber Alter, al servizio dell'Ombra, che immediatamente ingaggia un combattimento all'ultimo sangue con Berserker; lo stesso Berserker si rende conto che Saber Alter è un avversario al di fuori della sua portata e che non ha alcuna possibilità di vittoria contro di lei, tuttavia si batte ugualmente con valore per proteggere Illya, finendo ucciso svariate volte, prima di tentare un'ultima futile carica, che termina nella sua sconfitta definitiva per mano di Alter e nel suo assorbimento da parte dell'Ombra.
Una volta corrotto dall'Ombra, Berserker viene sguinzagliato da Dark Sakura all'inseguimento di Shiro e Illya, costringendo il ragazzo ad utilizzare il braccio di Archer per copiare la sua arma e ucciderlo definitivamente a seguito di una rocambolesca fuga nella foresta attorno al castello degli Einzbern.